# Sabaters d'Amunt
Sabaters d'Amunt és una masia de Viladrau (Osona) inclosa a l'Inventari del Patrimoni Arquitectònic de Catalunya.

## Descripció
Edifici civil. Masia de planta en forma de L als sectors N i E de la torre, coberta aquesta a quatre vessants i la resta a dos; consta de planta, primer pis, i dos pisos més a la torre. La façana principal (E), en forma de L, presenta tres portals (dos adovellats i amb inscripcions). Els sectors N i E de la torre són cecs. La façana S (la més desfigurada) presenta diversos cossos moderns de planta, i primer pis adossats a l'estructura antiga. El mateix passa amb la façana E que enllaça amb Sabatés d'Avall. La façana N presenta un portal, tres finestres i un finestral a la planta; cinc finestres (la central amb llinda datada 1787) i tres badius al primer pis. Tots els elements de pedra picada (gres vermell de les Guilleries) especialment les llindes, presenten un treball molt acurat i motius molt imaginatius (no n'hi ha dues iguals). Junt amb Sabatés d'Avall ocupen una carena envoltada de boscos i petits camps de conreu; a més dels edificis esmentats hi ha diverses zones d'equipaments... (pistes de tenis, piscina, parc infantil).

## Història
El lloc de Sabatés ("In Cabatarios") de Viladrau, el trobem documentat en l'Arxiu Capitular de Vic a l'any 992. Antic mas que probablement formava part dels 82 masos que existien en el municipi pels volts de 1340, segons consta en els documents de l' època. El trobem registrat en els fogatges de la "Parròquia i terme de Viladrau fogajat a 6 de octubre 1553 per Joan Masmiguell balle com apar en cartes 230", juntament amb altres 32 que continuaven habitats després del període de pestes, on consten Sabatés d'Amunt i Sabatés d'Avall, habitats un per Pere Sabatés, i l'altre per Joan Sabatés sense poder precisar en quin dels dos masos habitaven l'un i l'altre. Tenim constància que aquests masos, junt amb altres quatre de la rodalia varen pertànyer a la Parròquia de Vilalleons.